# 2D-нанореактор
2D-нанореактор (англ. 2D nano-reactor) — разновидность нанореактора, размеры которого по одному из измерений не превышают 100 нм, а по двум другим — существенно больше.

## Описание
Наиболее известными классами веществ, используемых в качестве 2D-нанореакторов, являются слоистые двойные гидроксиды и различные производные графита. В отличие от 1D-нанореакторов и 3D-нанореакторов, 2D-нанореакторы обычно используются для получения плоских (условно-двумерных) наночастиц матричной фазы, в том числе графена, путём интеркаляции реагентов в межслоевое пространство и последующей термической или химической обработки материала, приводящей к увеличению объёма интеркалированного реагента, эксфолиации и расслаиванию матрицы.